# الیویا سرس
الیویا سرس (به انگلیسی: Olivia Serres؛ ۳ آوریل ۱۷۷۲ – ۲۱ نوامبر ۱۸۳۴)، معروف به الیو، یک نقاش و نویسنده انگلیسی بود. الیو در وارویک متولد شد. او عنوان شاهزاده خانم الیو کامبرلند را داراست.

## ریشه و اوایل کار

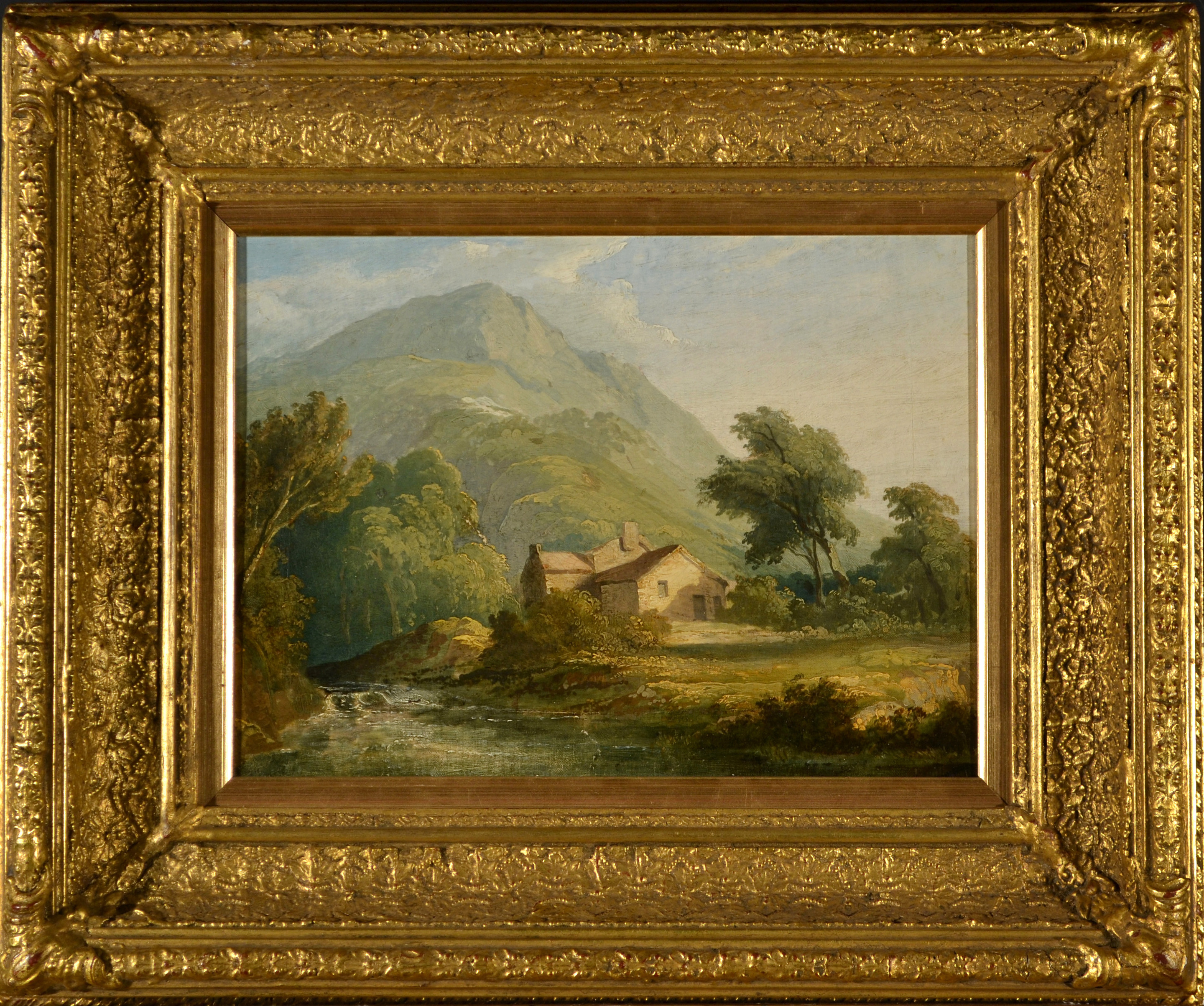
«خانه سنگی در زیر کوه» - نقاشی سرس

الیو دختر رابرت ویلموت نقاش در وارویک زاده شد.  در ده سالگی به همراه عموی کشیشش، جیمز ویلموت، به سفر رفت. در سال ۱۷۸۹ او دوباره به پدرش در لندن پیوست. او استعداد نقاشی داشت و از جان توماس سرس، (۱۷۵۹–۱۸۲۵)، نقاش دربار جورج سوم، هنر آموخت و در سال ۱۷۹۱ با او ازدواج کرد. آنها دو دختر داشتند. الیو نقاشی‌های خود را در آکادمی رویال هنر و مؤسسه انگلیس به نمایش گذاشت، اما از نظر مالی بی ملاحظه بود. او و همسرش به دلیل بدهی‌های زیاد به زندان افتادند. پس از درگیری و طلاق از شوهرش، وی خود را به نقاشی و ادبیات سرگرم کرد. در این زمان به نوشتن رمان، شعر و خاطرات عمویش مشغول بود.

## ادعای حق امتیاز
در سال ۱۸۱۷، الیو نامه ای به شاهزاده ریجنت نوشت که در راستای آن، ادعا می‌کرد دختر حقیقی شاهزاده هری، دوک کامبرلند است.  در واقع دختر شاهزاده خانم الیو پین خالهٔ او بود. او از شاهزاده درخواست کمک مالی کرد. وی در دادخواستی به جورج سوم، ادعا کرد که دختر طبیعی دوک کامبرلند، برادر پادشاه است. 
در سال ۱۸۲۰، پس از درگذشت پدر، دایی و پادشاه جورج سوم، او داستان خود را تغییر داد. به گفته وی، جیمز ویلموت به‌طور پنهانی با شاهزاده خانم پونیاتوفسکی، خواهر پادشاه استانیسلاوس دوم لهستان ازدواج کرده بود، و دختر آنها در سال ۱۷۶۷ با دوک کامبرلند در خانهٔ یک اشراف‌زاده در لندن ازدواج کرد. الیو ادعا می‌کرد که تنها حاصل این پیوند است و مرگ مادرش به دلیل دلشکستگی از ازدواج دوم دوک با آن هورتون بود.  او می‌گفت که ده روز پس از تولدش، او را از مادرش جدا کرده و نوزاد رابرت ویلموت را جایگزین کردند.  با توجه به الیو سرس، جرج سوم حقیقت را فهمید به او ۵۰۰۰ یورو و یک مقرری ماهانه ۵۰۰ یورویی تا آخر عمرش داد.  الیو همچنین ادعا کرد که پادشاه لهستان از او حمایت کرده‌است. در سال ۱۷۷۳ الیو عنوان دوشس لنکستر را دریافت کرد.  در یادبودی برای جورج چهارم ، او با عنوان پرنسس الیو کامبرلند ظاهر شد، اسلحه‌های سلطنتی را بر روی کالسکه خود قرار داد و خدمتکاران خود را در لباسهای سلطنتی پوشاند. 

## کتاب سرکوب شده
سرس با لیدی آن همیلتون ندیمه ملکه کارولین دوست بود و اعتماد به نفس خود را از این دوستی به دست آورد. در سال ۱۸۳۲ لیدی آن تاریخنامه ای به نام «سوابق معتبر دربار انگلیس برای هفتاد سال گذشته» نوشت، که شامل بسیاری از اتهامات رسوایی بود. ناشر او جی فیلیپس تحت پیگرد قانونی و محکومیت قرار گرفت اما به خارج گریخت. سرس به عنوان نویسنده نسخه کامل متن که شامل رسوایی‌های بیشتری است، از سوءاستفاده مالی تا قتل، شناسایی شده‌است. این کتاب در دو جلد با عنوان «تاریخ مخفی دربار انگلیس» منتشر شد، اما هنوز گفته می‌شود که لیدی آن هامیلتون نویسنده اصلی بوده‌است. لیدی آن از افشای هرگونه ارتباط با انتشار این کتابها خودداری کرد. «تاریخ مخفی دربار انگلیس» در انگلستان سرکوب شد، اما در ایالات متحده بسیار چاپ بالایی داشت.
سرس در ۲۱ نوامبر ۱۸۳۴ درگذشت و دو دخترش را ترک کرد. 

## دختر بزرگتر
دختر بزرگتر او با آنتونی ریوز، نقاش پرتره ازدواج کرد. او ادعاهای مادرش را تأیید کرد و خود را پرنسس لاوینینای کامبرلند معرفی کرد. در سال ۱۸۶۶ او پرونده خود را به دادگاه برد، و تمام اسنادی را که مادرش به آن تکیه کرده بود، تهیه کرد. اما هیئت منصفه، بدون آنکه منتظر شنیدن نتایج اصلی باشد، به اتفاق آراء امضاها را جعل کرد. 

## تحلیل و بررسی
ادعای سرس نتیجه نتیجه یک غرور پوچ نامیده شده‌است. بین سالهای ۱۸۰۷ و ۱۸۱۵ او با بعضی از افراد خانواده سلطنتی آشنا شده بود. از این زمان به بعد، ادعا می‌شود که او با ایده بالا بردن مقام خود به هر قیمتی، روی داشتن مناصب مهم وسواس پیدا کرده‌است.

## یادداشت
1. 1 2 3 4 5 6  Chisholm 1911.
2. ↑  K. D. Reynolds, 'Serres, Olivia (1772–1835)', Oxford Dictionary of National Biography, Oxford University Press, 2004; online edn, 2004, retrieved 6 April 2012. Reynolds appears to misdate the book to 1828 in the Oxford DNB entry for Serres; all other sources and his own Oxford DNB entry for Lady Anne Hamilton say 1832.
3. ↑  "The Living Age", Littell, Son & Co., Vol. 151 (1881), p. 818.
4. ↑  K. D. Reynolds, 'Serres, Olivia (1772–1835)', Oxford Dictionary of National Biography, Oxford University Press, 2004; online edn, 2004, retrieved 6 April 2012. Reynolds appears to misdate the book to 1828 in the Oxford DNB entry for Serres; all other sources and his own Oxford DNB entry for Lady Anne Hamilton say 1832.
5. ↑  Nicholas Tracy, "Britannia's Palette: The Arts of Naval Victory", McGill-Queen's Press, 2007, p. 243.
6. ↑  "The Living Age", Littell, Son & Co. , Vol. 151 (1881), p. 818.
7. ↑  K. D. Reynolds, 'Serres, Olivia (1772–1835)', Oxford Dictionary of National Biography, Oxford University Press, 2004; online edn, 2004, accessed 6 April 2012. Reynolds appears to misdate the book to 1828 in the Oxford DNB entry for Serres; all other sources and his own Oxford DNB entry for Lady Anne Hamilton say 1832.
8. ↑  Nicholas Tracy, "Britannia's Palette: The Arts of Naval Victory", McGill-Queen's Press, 2007, p. 243.

## مقاله‌های مرتبط
- This article incorporates text from a publication now in the public domain: Chisholm, Hugh, ed. (1911). "Serres, Olivia". Encyclopædia Britannica (به انگلیسی). Vol. 24 (11th ed.). Cambridge University Press. p. ۶۸۳.         نت‌های یادداشت:
  - WJ Thoms , Hannah Lightfoot و Princess Princess لهستان دکتر Wilmot (لندن، ۱۸۶۷)
  - اظهارات پرنسس کامبرلند به ملت انگلیسی؛ ثبت سالانه (۱۸۶۶)
  - پرونده Ryves در مقابل دادستان کل.